# Consdaple
Consdaple ist eine Kleidermarke. Sie wird von Mitgliedern der neonazistischen Szene getragen, da sie das Kürzel „NSDAP“ enthält.
Besonders deutlich sichtbar ist diese Abkürzung, wenn über dem bedruckten T-Shirt oder Sweatshirt eine offene Bomberjacke getragen wird, die rechts und links je zwei Buchstaben verdeckt. So wird die Buchstabenfolge NSDAP herausgestellt. Das Landgericht Neuruppin hat am 17. Februar 2010 entschieden, dass der Träger der Kleidung dann wegen Verwendens von Kennzeichen verfassungswidriger Organisationen gemäß § 86a StGB bestraft werden kann. Der Schriftzug erinnert in seiner Gestaltung stark an das Logo von Lonsdale, das sich in der Vergangenheit aus demselben Grund (Buchstabenreihe NSDA) großer Beliebtheit in der Neonazi-Szene erfreute. Auf Grund heftiger damit verbundener Kritik verweigert der Hersteller Lonsdale inzwischen die Lieferung seiner Kleidung an bekannte Neonaziläden und begann 2003 eine antirassistische Kampagne („Lonsdale loves all colours“) mit vielen Models dunklerer Hautfarbe, was die Hauptgründe dafür waren, dass die Kleidermarke Consdaple ins Leben gerufen wurde.
Der Scheinanglizismus Consdaple kombiniert das Parteikürzel NSDAP mit dem englischen Wort constable (Polizist, in etwa Schutzmann oder Wachtmeister). Teilweise sind die Textilien zudem mit einem Adler bedruckt, der dem im Nationalsozialismus verwendeten Logo sehr nahekommt.
Kreiert wurde Consdaple von Franz Glasauer, einem langjährigen Funktionär der Partei Die Republikaner und der NPD, der im oberbayerischen Kirchberg bei Erding den in Landshut ansässigen  Neonazi-Versand Patria betreibt. Seine Bemühungen, das Label beim Patentamt eintragen zu lassen, scheiterten jedoch. Auch nach der Ansicht des Bundesverfassungsschutzes ist diese Marke eindeutig der Neonazi-Szene zuzuordnen.